# Coromoro (kommun)
Coromoro är en kommun i Colombia.   Den ligger i departementet Santander, i den centrala delen av landet, 230 km nordost om huvudstaden Bogotá. Antalet invånare är 7 376.